# Bahrain Victorious
Bahrain Victorious ist ein Radsportteam aus Bahrain.

## Organisation und Geschichte
Das Team erhielt ab dem ersten Jahr seines Bestehens, der Saison 2017, eine Lizenz als UCI WorldTeam. Neben Bahrain wurde der taiwanische Radhersteller Merida zweiter Namenssponsor und Radausrüster.
Die Gründung der Mannschaft und ihre Lizenzierung durch die Union Cycliste Internationale wurde von Menschenrechtsgruppen kritisiert, die dem Gründer des Teams Prinz Nasser die Verwicklung in schwerste Menschenrechtsverletzungen, einschließlich Folter vorwerfen und das Projekt als Whitewashing bezeichneten.
Mark Schmidt, die zentrale Figur der Operation Aderlass, gab in Vernehmungen an, dass Teammanager Milan Erzen eine Geschäftsbeziehung mit ihm anstrebte. Einige der sportlichen Leiter des Teams wurden in ihrer aktiven Zeit als Radsportler des Dopings überführt. Am Vorabend der 18. Etappe der Tour de France 2021 erfolgte aufgrund von Dopinganschuldigungen eine Razzia im Teamhotel. Im Oktober wurde bekannt, dass bei drei Fahrern des Teams Rückstände des Medikaments Tizanidin in bei der Razzia sichergestellten Haarproben nachgewiesen wurde. Tizanidin wird normalerweise bei der Behandlung von Rückenmarksverletzungen und Multipler Sklerose eingesetzt. Der Einsatz bei Radprofis wurde von Antidopingexperten als 'beunruhigend' und als 'ein Verstoß gegen die Ethik des Sports' bezeichnet.
Ende 2018 wurde die McLaren Technology Group über ihre Tochtergesellschaft McLaren Applied Technologies 50-prozentiger Anteilseigner des Teambetreibers Bahrain World Tour Cycling Team. Die Schwerpunkte der Partnerschaft lagen in den Bereichen technische Zusammenarbeit, "Human High Performance" und Marketing. Nachdem McLaren aufgrund der COVID-19-Pandemie in wirtschaftliche Schwierigkeiten geraten war, wurde dieses Cosponsoring zum Saisonende 2020 wieder eingestellt.

## Platzierungen in UCI-Ranglisten
UCI World Ranking
| World Ranking | World Ranking | World Ranking          | World Ranking |
| Jahr          | Teamwertung   | Einzelwertung          |               |
| ------------- | ------------- | ---------------------- | ------------- |
| 2017          | —             | Vincenzo Nibali (6. )  |               |
| 2018          | —             | Sonny Colbrelli (22. ) |               |
| 2019          | 13.           | Vincenzo Nibali (32. ) |               |
| 2020          | 13.           | Mikel Landa (39. )     |               |
| 2021          | 5.            | Sonny Colbrelli (6. )  |               |
| 2022          | 8.            | Pello Bilbao (17. )    |               |
| 2023          | 6.            | Pello Bilbao (17. )    |               |
| 2024          | 17.           | Antonio Tiberi (38. )  |               |
|               |               |                        |               |
| Quelle: UCI   |               |                        |               |

UCI World Tour
| UCI World Tour | UCI World Tour | UCI World Tour        | UCI World Tour |
| Jahr           | Teamwertung    | Einzelwertung         |                |
| -------------- | -------------- | --------------------- | -------------- |
| 2017           | 14.            | Vincenzo Nibali (5. ) |                |
| 2018           | 7.             | Ion Izagirre (23. )   |                |
|                |                |                       |                |
| Quelle: UCI    |                |                       |                |

## Mannschaft 2025
| Teamkader 2025                | Teamkader 2025     | Teamkader 2025         | Teamkader 2025                               |
| Name                          | Geburtsdatum       | Land                   | Vorheriges Team                              |
| ----------------------------- | ------------------ | ---------------------- | -------------------------------------------- |
| Nikias Arndt                  | 18. November 1991  | Deutschland            | Team DSM (2022)                              |
| Phil Bauhaus                  | 8. Juli 1994       | Deutschland            | Team Sunweb (2018)                           |
| Pello Bilbao                  | 25. Februar 1990   | Spanien                | Astana (2019)                                |
| Alberto Bruttomesso           | 30. Oktober 2003   | Italien                | Cycling Team Friuli ASD (2023)               |
| Santiago Buitrago             | 26. September 1999 | Kolumbien              | Team Cinelli (2019)                          |
| Nicolò Buratti                | 7. Juli 2001       | Italien                | Cycling Team Friuli ASD (2023)               |
| Damiano Caruso                | 12. Oktober 1987   | Italien                | BMC Racing Team (2018)                       |
| Roman Dmitrijewitsch Jermakow | 6. Oktober 2004    | Russland               | CTF Victorious (2024)                        |
| Žak Eržen                     | 19. Oktober 2005   | Slowenien              | CTF Victorious (2024)                        |
| Afonso Eulálio                | 30. September 2001 | Portugal               | ABTF Betão-Feirense (2024)                   |
| Matevž Govekar                | 17. April 2000     | Slowenien              | Tirol KTM Cycling Team (2022)                |
| Kamil Gradek                  | 17. September 1990 | Polen                  | Vini Zabù (2021)                             |
| Jack Haig                     | 6. September 1993  | Australien             | Mitchelton-Scott (2020)                      |
| Rainer Kepplinger             | 19. August 1997    | Österreich             | Hrinkow Advarics (2022)                      |
| Lenny Martinez                | 11. Juli 2003      | Frankreich             | Groupama-FDJ (2024)                          |
| Fran Miholjević               | 2. August 2002     | Kroatien               | Cycling Team Friuli ASD (2022)               |
| Matej Mohorič                 | 19. Oktober 1994   | Slowenien              | UAE Team Emirates (2017)                     |
| Mathijs Paasschens            | 18. März 1996      | Niederlande            | Lotto Dstny (2024)                           |
| Andrea Pasqualon              | 2. Januar 1988     | Italien                | Intermarché-Wanty-Gobert Matériaux (2022)    |
| Finlay Pickering              | 27. Januar 2003    | Vereinigtes Königreich | Trinity Racing (2023)                        |
| Daniel Skerl                  | 21. März 2003      | Italien                | CTF Victorious (2024)                        |
| Robert Stannard               | 16. September 1998 | Australien             | Alpecin-Deceuninck (2023)                    |
| Oliver Stockwell              | 7. Juni 2001       | Vereinigtes Königreich | CTF Victorious (2024)                        |
| Antonio Tiberi                | 24. Juni 2001      | Italien                | Trek-Segafredo (2023)                        |
| Torstein Træen                | 16. Juli 1995      | Norwegen               | Uno-X Pro Cycling Team (2023)                |
| Sergio Tu                     | 24. Februar 1997   | Chinese Taipei         | Cycling Team Friuli ASD (2022)               |
| Max van der Meulen            | 13. Januar 2004    | Niederlande            | CTF Victorious (2024)                        |
| Vlad Van Mechelen             | 2. Juni 2004       | Belgien                | Development Team dsm-firmenich PostNL (2024) |
| Fred Wright                   | 13. Juni 1999      | Vereinigtes Königreich | 100% me (2018)                               |
| Edoardo Zambanini             | 21. April 2001     | Italien                | Zalf Euromobil Fior (2021)                   |
|                               |                    |                        |                                              |
| Quelle: ProCyclingStats       |                    |                        |                                              |